# Густаво Ломбарді
Густаво Ломбарді (ісп. Gustavo Lombardi, нар. 10 вересня 1975, Росаріо) — аргентинський футболіст, що грав на позиції захисника, флангового півзахисника.
Виступав, зокрема, за «Рівер Плейт», а також національну збірну Аргентини.

## Клубна кар'єра
У дорослому футболі дебютував 1994 року виступами за команду клубу «Рівер Плейт», в якій провів три сезони, взявши участь у 35 матчах чемпіонату. За цей час двічі виборював титул чемпіона Аргентини, а 1996 року став з командою володарем Кубка Лібертадорес.
1997 року відправився до Європи, де виступав у іспанській «Саламанці» та англійському «Мідлсбро». Так і не загравши за жодну з цих команд, 1999 року він повернувся у «Рівер Плейт». Цього разу відіграв за команду з Буенос-Айреса наступні три роки своєї ігрової кар'єри. За цей час додав до переліку своїх трофеїв ще два титули чемпіона Аргентини.
2002 року вдруге спробував закріпитись у Європі, ставши гравцем іспанського «Алавеса», втім і цього разу йому це не вдалось. В результаті він вирішив завершити кар'єру у віці лише 27 років з мотиваційних причин. У той час він прокоментував в інтерв'ю: «Більшість професіоналів люблять футбол і ставлять його вище за все. Я цього не роблю. Мені це сподобалось, але це було не найважливіше в моєму житті. Мені довелося пережити багато важливіших речей. Це породило протиріччя і мене дуже турбувало. Я почав відчувати неприйняття».

## Виступи за збірні
1991 року дебютував у складі юнацької збірної Аргентини (U-17), загалом на юнацькому рівні взяв участь у 6 іграх.
1995 року залучався до складу молодіжної збірної Аргентини, разом з якою брав участь у молодіжному чемпіонаті світу 1995 року в Катарі і здобув золоті нагороди. Всього на молодіжному рівні зіграв у 6 офіційних матчах.
1997 року дебютував в офіційних матчах у складі національної збірної Аргентини і провів того року у її формі 2 матчі.

## Титули і досягнення
- Чемпіон Аргентини (5):

«Рівер Плейт»: Апертура 1994, Апертура 1996, Клаусура 1997, Апертура 1999, Клаусура 2000
- Володар Кубка Лібертадорес (1):

«Рівер Плейт»: 1996
- Чемпіон світу (U-20): 1995